# スタットキャスト

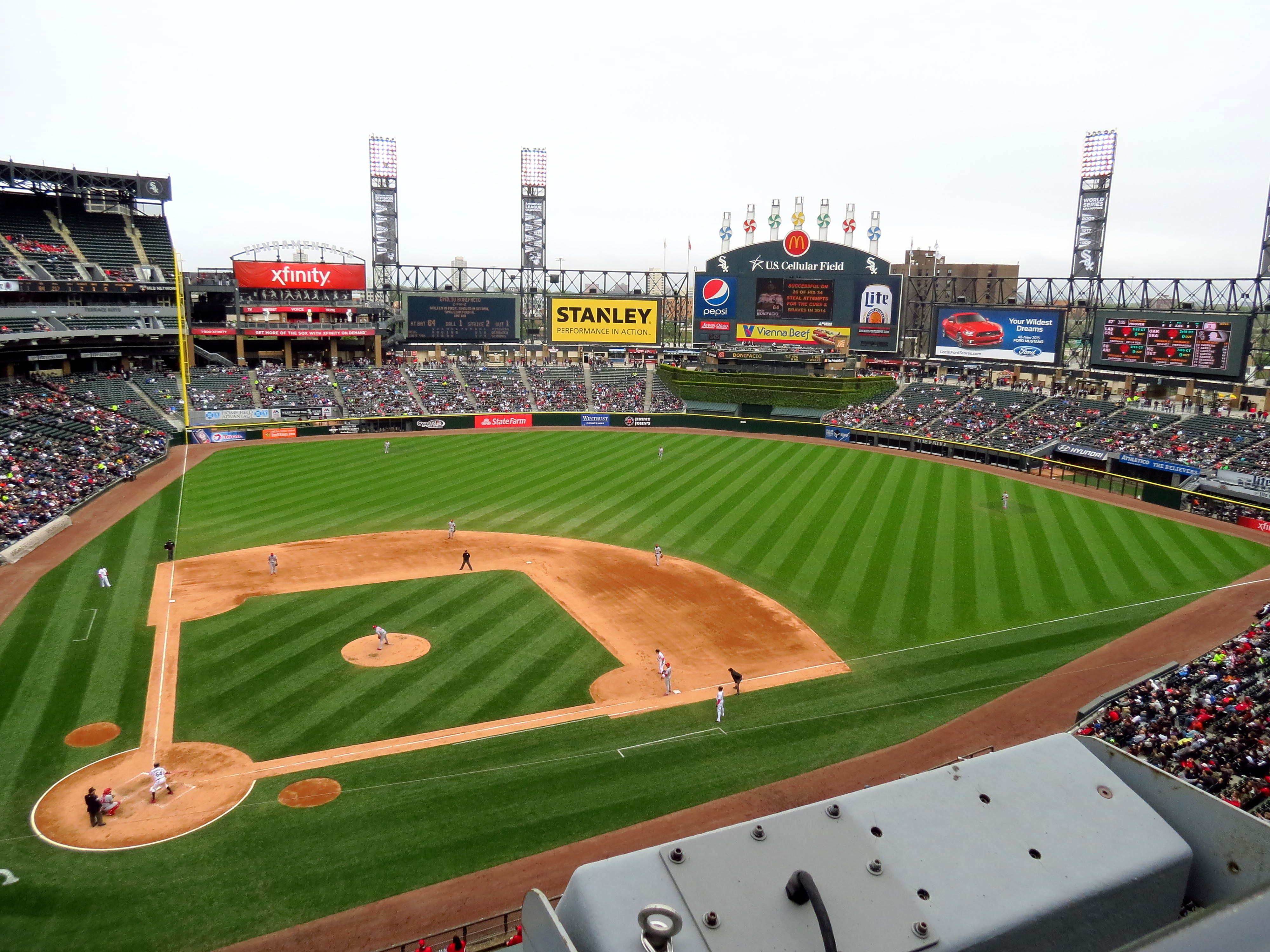

スタットキャスト（英: Statcast）は、アメリカ合衆国のメジャーリーグベースボール（MLB）で導入されているデータ解析ツールであり、ステレオカメラやレーダーを使用して選手やボールの動きを高速・高精度に分析するためのもの。MLBアドバンストメディア社によって開発され、2015年にMLBのすべての本拠地球場に導入された。

## 概要
軍事技術である追尾レーダーの技術を応用したもので、2014年に試験的に導入され2015年には全面導入された。
球場に設置したドップラー・レーダー式弾道追尾システム「トラックマン」（2020年より審判補助システム「ホークアイ」に変更）と複数の光学高精細カメラによる画像解析システム「トラキャブ」を用いて計測したグラウンド上の選手の動きやボールの位置・方向・速度などのデータを基に、それらを記録・分析・数値化するMLB独自のデータ解析ツールである。瞬時にデータを解析することができ、それにより算出された結果は実況中継放送中にでも画面上にて表示が可能。

## 影響
セイバーメトリクスなどに代表される従来の統計学的なデータ分析では、蓄積されたプレーの結果から算出されたデータを基に、チーム編成や新人発掘、あるいは相手選手への対応策の研究といった「選手の評価」を行うのが主流であった。しかし、スタットキャストは、レーダーを利用したトラッキングシステムによって、投球や打撃、走塁、守備といった選手のプレーやボールの「動き」を直接的かつ瞬時に測定し数値化したものをデータとして算出するため、セイバーメトリクスとの併用によるより高度な「選手の評価」の実現はもちろんのこと、その分析によって「選手のパフォーマンスや能力そのものの改善」にも活用することができる。
打撃への影響
スタットキャスト導入の影響として最も代表的とされるのが、新たな打撃理論「フライボール革命」（"fly ball revolution"あるいは"launch angle revolution"）の流行である。
スタットキャストを用いて打者のスイングや打球角度・速度を計測し分析した結果、長打、特に本塁打になる確率が高くなる打球の条件として「打球速度158km/h以上、打球角度30度前後」という数値が算出され、これはスタットキャストによる新たな指標「バレル（Barrel）」、あるいは「バレルゾーン」の名で広く知られることとなった。
そして、バレルの打球を打つための選手の試みとして「打球角度を上げる」ことが追求されるようになり、そのためにこれまで通例的に禁忌とされてきたアッパースイングを積極的に採用する打者が増加。「長打の確率を高めるために積極的に飛球を狙い打つ」という新たな打撃理論は「フライボール革命」として2017年頃よりMLB全体に広がり、実際に2017年シーズンにおいては、MLB史上初めて6000本を超える本塁打が記録されている。これを受け、日本プロ野球などでも取り入れる選手が増加傾向にある。
守備への影響
守備、特に外野守備においてもスタットキャストは影響をもたらしている。
外野へ飛球が飛んだとき、スタットキャストによってその打球の滞空時間とそれを追う選手の移動距離を測定し、プレー（その飛球を捕球してアウトとすること）の難易度を表す「キャッチ・プロバビリティ（捕球確率）」を算出、これと、実際に捕球出来たかどうかとの比較によって算出される「OAA（Out Above Average）」という新たな守備指標が生まれた。
キャッチ・プロバビリティで示された確率を、捕球されたか否かに応じてポイント化して加算し、その合計値をOAAとする。これが高いほど「難易度の高い打球をより多くアウトにした」ことを意味し、その選手は「守備の上手い外野手」と見なされることとなる。
なお、捕球確率を利用し、打者視点の場合の「Expected Batting Average」、略して「xBA（安打確率もしくは予測打率）」を算出可能であり、実際にメディアの記事などに利用されている（x系指標については後述）。以前は守備と同様にヒット・プロバビリティという名称であったが、2019年より廃止されxBAに変更された。
ポイント化の例
- ある打球のキャッチ・プロバビリティが15％のとき、捕球できた場合には0.85ポイント、捕球できなかった場合には-0.15ポイントが加算される。
- ある打球のキャッチ・プロバビリティが75％のとき、捕球できた場合には0.25ポイント、捕球できなかった場合には-0.75ポイントが加算される。

このように、キャッチ・プロバビリティが低い場合は捕球できれば加点は多くなるが捕球できなくても減点は少ない。反対に、キャッチ・プロバビリティが高ければ捕球できても加点は少ないが捕球できなかった際の減点が多くなる。つまり、難しい打球を捕球できれば高ポイントを稼ぐことができ、簡単な打球を捕球できなかった時は大きく減点されてしまうという仕組みである。
ファンへの影響
スタットキャストは、選手や球団首脳に対してのみに留まらず、それを観戦するファンにも影響を与えている。MLBではスタットキャストによる測定結果や算出した指標を公式サイトや「Baseball Savant」などのウェブサイトにおいて一般向けに公開している他、MLB中継では瞬時に測定が可能という特性を活かし、リプレイ映像にスタットキャストの測定結果を合成して放映するなど視覚的な情報として提供している。
これにより、データの専門家ではないファンにとっても「この選手/プレーがいかに優れているか」が直感的に理解することができるなど新たな楽しみを与えているのである。

## 成績の予測
打球速度・打球角度・捕球確率・安打確率などを応用することで、打撃・投球の成績をスタットキャストのデータから機械的に予測することが可能になった。アメリカの野球データサイトのFanGraphsでは、成績ランキングのDashboard欄(主要指標一覧)にて、xwOBAとxERAを表示している。（2021年8月現在）。
現在主要なものとなっているのは以下の通り（頭文字のxはすべてexpectedの略である）。
xBA（Expected Batting Average）- 予測(期待)打率
xSLG（Expected Slugging Percentage） - 予測(期待)長打率
xwOBA（Expected Weighted On-base Average） - 予測(期待)wOBA
xERA （Expected Earned Run Average） - 予測(期待)防御率

## データ項目の例
スタットキャストで測定できる項目数は80項目以上に上る。以下は各カテゴリにおける代表的な項目を挙げたものである。
投球
- リリースポイント
- 球速
- 体感速度
- 回転数

打撃
- 打球速度
- 打球角度
- 打球方向
- 打球距離

走塁
- リード距離
- 第二リード距離
- スタート
- 加速
- 最高速度

守備
- 始動時間（最初の一歩）
- 打球を追う速度（外野手）
- 打球を追う走路（外野手）
- 送球速度
- 捕球から送球までの時間